# Kgagodi (krater)
Kgagodi – krater uderzeniowy położony w dystrykcie Central w Botswanie.
Wiek krateru został oceniony na mniej niż 180 milionów lat, czyli powstał on nie dawniej niż w jurze. Został utworzony przez uderzenie małej planetoidy w archaiczne granitoidy. Obrzeże krateru nieznacznie wznosi się (na ok. 1 m) ponad płaski teren. Ujemna anomalia siły ciężkości, związana z wypełniającymi misę krateru osadami, jest dosyć silna (do 10 mGal). W dnie krateru znajduje się brekcja nosząca ślady szokmetamorfizmu i stopienia skał, sklasyfikowana jako suevit. W brekcji znaleziono fragmenty skał intruzji dolerytowej powstałej 180 milionów lat, zatem krater musi być młodszy. W osadach wnętrza krateru występują skamieniałości pochodzące z kredy lub paleogenu, co również nakłada ograniczenie na wiek krateru.